# Edmund Rose
Pour les articles homonymes, voir Rose.
Edmund Rose, né le 10 octobre 1836 et mort le 31 mai 1914, est un chirurgien allemand originaire de Berlin.

## Biographie
Il étudie la médecine à Berlin et à Wurtzbourg, puis est l'assistant du chirurgien Robert Ferdinand Wilms (en) à Berlin de 1860 à 1864. De 1867 à 1881, il est professeur de chirurgie à l'hôpital universitaire de Zurich et ensuite professeur à l'hôpital Bethanien à Berlin (1881-1903). Parmi ses assistants à Zurich se trouvait le chirurgien Rudolf Ulrich Krönlein (en).
On se souvient d’Edmund Rose pour ses recherches sur le daltonisme, la xanthopsie et le médicament anthelminthique santonine, et sur la manière dont la santonine affecte la vision des couleurs. En médecine chirurgicale, il réalise d'importantes études physiopathologiques sur la tamponnade cardiaque (herztamponade), terme qu'il a utilisé dans un traité de 1884.
Il est le fils du minéralogiste Gustav Rose (1798-1873) et un neveu du minéralogiste Heinrich Rose (1795-1864). Son arrière-grand-père est le pharmacologue Valentin Rose l'Ancien (en) (1736-1771) et son grand-père est Valentin Rose le Jeune (en) (1762-1807), également pharmacologue réputé. Son frère aîné est le philologue classique Valentin Rose (en) (1829-1916).